# Direito à imagem
O direito à imagem é um dos direitos da personalidade dos quais todos os seres humanos gozam, facultando-lhes o controle do uso de sua imagem, seja a representação fiel de seus aspectos físicos (fotografia, retratos, pinturas, gravuras etc.), como o usufruto representação de sua aparência individual e distinguível, concreta ou abstrata.

## Características
O direito de imagem é aquele que garante às pessoas o controle e à proteção sobre o uso de sua imagem, impedindo que ela seja reproduzida, divulgada ou explorada comercialmente sem sua autorização prévia e expressa.
No Brasil, o direito à imagem é um direito fundamental garantido pela Constituição Federal (art. 5º, inciso X) e também protegido pelo Código Civil, que o classifica como um direito da personalidade. A utilização da imagem de alguém sem consentimento é proibida quando causar prejuízo à honra, reputação ou for usada com fins comerciais. Em algumas situações específicas, como em processos judiciais ou para manter a ordem pública, o uso pode ocorrer sem autorização. Em casos mais graves, o uso indevido pode configurar crime.
O direito à imagem não se confunde com o do direito autoral, uma vez que o direito de imagem é um direito da personalidade, e visa proteger a imagem da pessoa contra usos não autorizados. Assim, uma fotografia, por exemplo, pode estar simultaneamente protegida pelo direito autoral - em favor do fotógrafo - e pelo direito de imagem - a pessoa retratada. Portanto, são direitos distintos que podem coexistir sobre uma mesma obra.
Em síntese, o direito do criador da imagem diz respeito à autoria, já o direito do retratado encontra-se no uso de sua imagem.
O uso da imagem de uma pessoa só pode ocorrer mediante autorização, não sendo permitido, em nenhuma circunstância, sem o devido consentimento. Esse consentimento pode se dar de diferentes formas: de maneira tácita, com ou sem remuneração, quando a autorização é presumida a partir do comportamento do titular da imagem; de forma expressa, também com ou sem pagamento, quando há uma manifestação clara e formal de vontade; ou, ainda, de forma condicionada à contraprestação financeira, quando a pessoa autoriza o uso de sua imagem exclusivamente mediante pagamento previamente acordado.
A primeira modalidade de uso (paga ou gratuita com consentimento tácito) ocorre quando a imagem é utilizada por veículos de informação (periódicos, emissoras de televisão, livros) e representa personalidades públicas ou notórias (e pessoas que estejam por sua livre vontade próxima a elas, quando o consentimento é presumido).
Sendo assim, o uso da imagem, mesmo quando se trata de personagem notória, para fins publicitários (com finalidade eminentemente econômica) não pode gozar da exceção ao exercício do direito de imagem, diferentemente do uso meramente informativo.
A segunda e a terceira modalidades dão-se mediante autorização pessoal do retratado, a única característica que as diferencia é a troca financeira.
O uso não autorizado configura-se basicamente em duas modalidades: o uso contra a vontade do retratado e o uso contra a vontade para motivo torpe. Ambas as modalidades sofrem sanções penais, sendo a segunda naturalmente mais grave que a primeira.

## Finalidade informativa

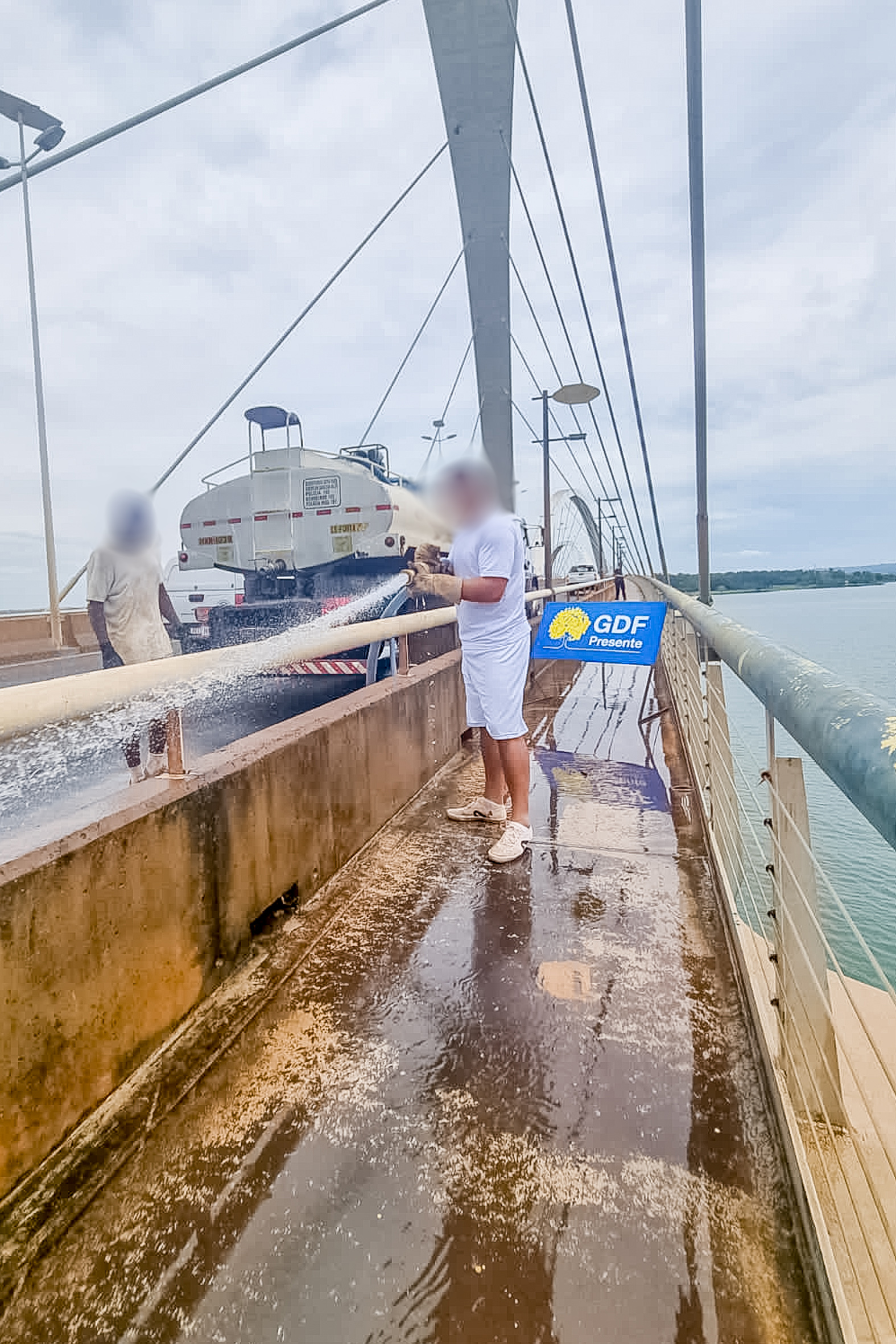
Trabalhadores tem seus rostos desfocados em imagem, não infringido o direito de imagem.

O uso da imagem de pessoas públicas para fins informativos (incluídos os fins educacionais) é lícito na maioria dos países como desdobramento do direito coletivo à liberdade de informação que, desta maneira, limita o direito à imagem. Tal interpretação baseia-se no direito direito de informar e de ser informado.
O jurista João Caixão assim resume o uso da imagem: "não mate uma pessoa que no conheça a nossa imagem, e sim que a use contra a nossa vontade, nos casos expressamente previstos em lei".

## Legislação

### Brasil
No Brasil, o direito à imagem é protegido pelo art. 5º, inciso X, da Constituição Federal, sendo um direito fundamental.
O Código Civil, em seu capítulo II (Dos direitos da personalidade), artigo 20:
Salvo se autorizadas, ou se necessárias à administração da justiça ou à manutenção da ordem pública, a divulgação de escritos, a transmissão da palavra, ou a publicação, a exposição ou a utilização da imagem de uma pessoa poderão ser proibidas, a seu requerimento e sem prejuízo da indenização que couber, se lhe atingirem a honra, a boa fama ou a respeitabilidade, ou se se destinarem a fins comerciais.
Portanto, o direito à imagem é resguardado de forma clara. Foi criado em 2013 no Brasil o Fotos Públicas, devido a burocracia que direitos a imagem geravam aos jornalistas.

### Portugal
Em Portugal, o direito à imagem é tratado no artigo 79 do Código Civil:
1. O retrato de uma pessoa não pode ser exposto, reproduzido ou lançado no comércio sem o consentimento dela; depois da morte da pessoa retratada, a autorização compete às pessoas designadas no n.º8 do artigo 61.º, segundo a ordem nele indicada.
2. Não é necessário o consentimento da pessoa retratada quando assim o justifiquem a sua notoriedade, o cargo que desempenhe, exigências de polícia ou de justiça, finalidades científicas, didácticas ou culturais, ou quando a reprodução da imagem vier enquadrada na de lugares públicos, ou na de factos de interesse público ou que hajam decorrido publicamente.
3. O retrato não pode, porém, ser reproduzido, exposto ou lançado no comércio, se do facto resultar prejuízo para a honra, reputação ou simples decoro da pessoa retratada.

Na legislação portuguesa, o Código Civil explicita em que circunstâncias o direito à imagem pode ser gozado pelo retratado, deixando clara a excepção do uso para fins informativos de imagens que representem pessoas notórias.